# Spirydon (Churi)
Spirydon, imię świeckie Suleiman Touma Yaqoub El-Khoury (30 października 1926 w Uberlândii, Brazylia — 14 września 2019 w Damaszku) – biskup prawosławnego Patriarchatu Antiocheńskiego.

## Życiorys
Ukończył studia teologiczne w Instytucie św. Sergiusza z Radoneża w Paryżu. W 1956 został wyświęcony na kapłana, służył w cerkwi Zaśnięcia Matki Bożej w Aleksandrii. Następnie był biskupem pomocniczym w archieparchii Damaszku, kierując równocześnie szkołą teologiczną przy monasterze w Balamand, później zaś wikariuszem metropolii Trypolisu.
Od 1966 był ordynariuszem metropolii Zahli i Baalbek. W 2015 odszedł w stan spoczynku.